# NGC 4657
NGC 4657 is een onregelmatig sterrenstelsel in het sterrenbeeld Jachthonden. Het hemelobject ligt ongeveer 40 miljoen lichtjaar van de Aarde verwijderd en werd op 20 maart 1787 ontdekt door de Duits-Britse astronoom William Herschel. Dankzij de opmerkelijke vorm van dit stelsel, alsook van het naburige stelsel NGC 4656, kregen beide stelsels de gemeenschappelijke bijnaam Hockeystick, alsook Crowbar (koevoet / breekijzer).

## Synoniemen
- GC 3190
- IRAS 12417+3228
- H 1.177
- h 1415